# 2034
Évszázadok: 20. század – 21. század – 22. század
Évtizedek: 1980-as évek – 1990-es évek – 2000-es évek – 2010-es évek – 2020-as évek – 2030-as évek – 2040-es évek – 2050-es évek – 2060-as évek – 2070-es évek – 2080-as évek
Évek: 2030 – 2031 – 2032 – 2033 –  2034 – 2035 – 2036 – 2037 – 2038 – 2039 – 2040

## Várható események

### Határozott dátumú események
- február 10. – Megkezdődnek a 2034. évi téli olimpiai játékok Salt Lake City városában.

### Határozatlan dátumú események
- az év folyamán – Megérkezik a Szaturnusz Titan holdjára a Dragonfly űrszonda.

## Az év témái

### 2034 a sportban
- Szaúd-Arábia rendezi a 2034-es labdarúgó-világbajnokságot.[1]